# Aichryson divaricatum
Aichryson divaricatum — вид рослин з родини товстолисті (Crassulaceae), ендемік Мадейри.

## Опис
Одно- чи дворічна трава; заввишки 4–30(60) см, гладка. Стебла зелені або червоні. Листки м'ясисті, черешчаті, цілі, довжиною 1–3 см, зеленого або червоного кольору. Квіти діаметром 6–10 мм, жовті. Плід — листянка.
Цвіте у березні — листопаді.

## Поширення
Ендемік архіпелагу Мадейра (о. Мадейра, Дезерташ).
Росте на вологих скелях, скелястих терасах та стінах у лаврових лісах, в основному на висотах від 500 до 1000 м над рівнем моря, рідше нижче.